# Dánae (Tiziano, Nápoles)
Dánae es una pintura al óleo sobre lienzo de 120 × 172 cm creada en 1545 por Tiziano y conservada en el Museo Nacional de Capodimonte en Nápoles.

## Origen y modelos

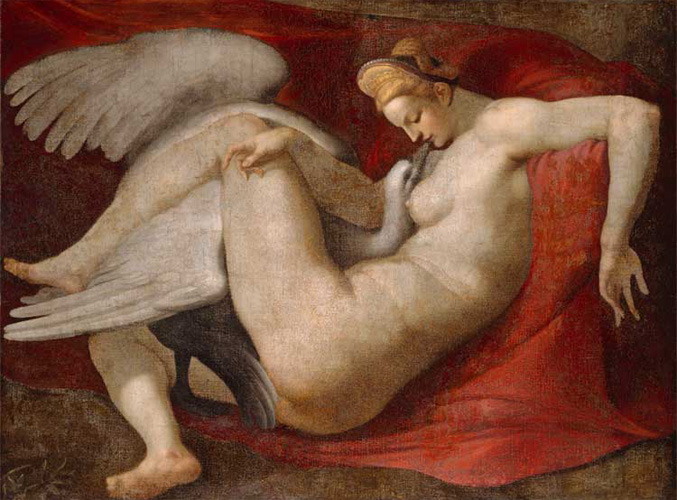
Leda, copia del siglo XVI del original perdido de Miguel Ángel, c.1530, óleo sobre lienzo, 105,4 x 141, Londres, National Gallery.

La postura de Dánae, con un brazo pegado a lo largo del cuerpo y el otro doblado, recuerda claramente a la Leda de Miguel Ángel -pintura hoy perdida y de la que sólo quedan copias y grabados- probablemente el primer modelo del lienzo. Sin duda, Tiziano conocía la obra gracias a una copia que Vasari llevó a Venecia en 1541.  En esta primera composición hay un Cupido de pie que parece impedir que la sirvienta, no visible, recoja la lluvia para evitar la fecundación.
Otro modelo de Miguel Ángel para la postura de la figura fue sin duda la Noche, creada para la tumba de Juliano de Medicis, duque de Nemours en la Sacristía Nueva de Florencia en 1531. Ambas muestran la parte superior del tronco de frente, con las piernas casi de perfil.

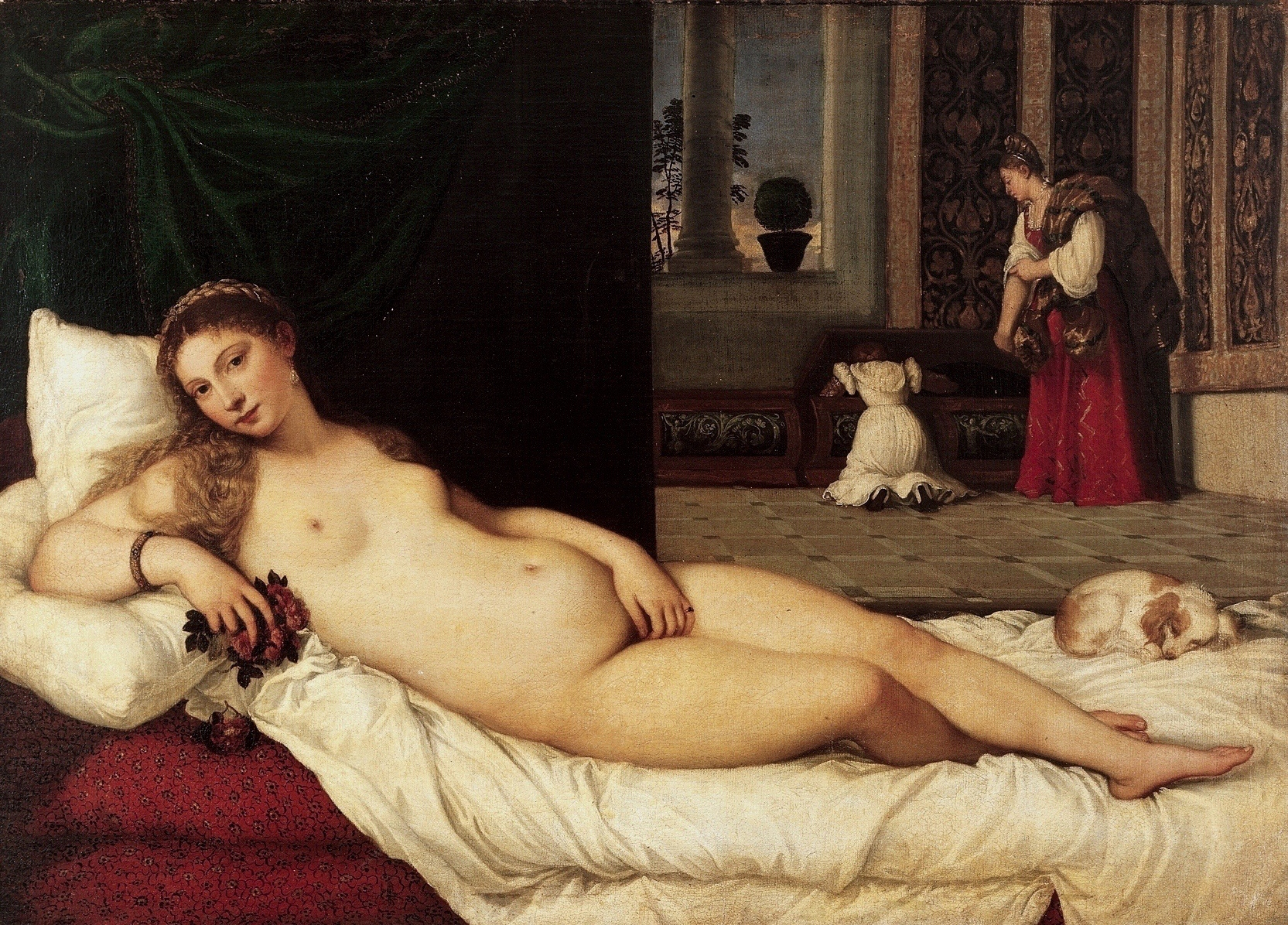
Tiziano Vecellio, Venus de Urbino, 1538, Óleo sobre lienzo, 119 × 165, Florencia, Galería de los Uffizi.

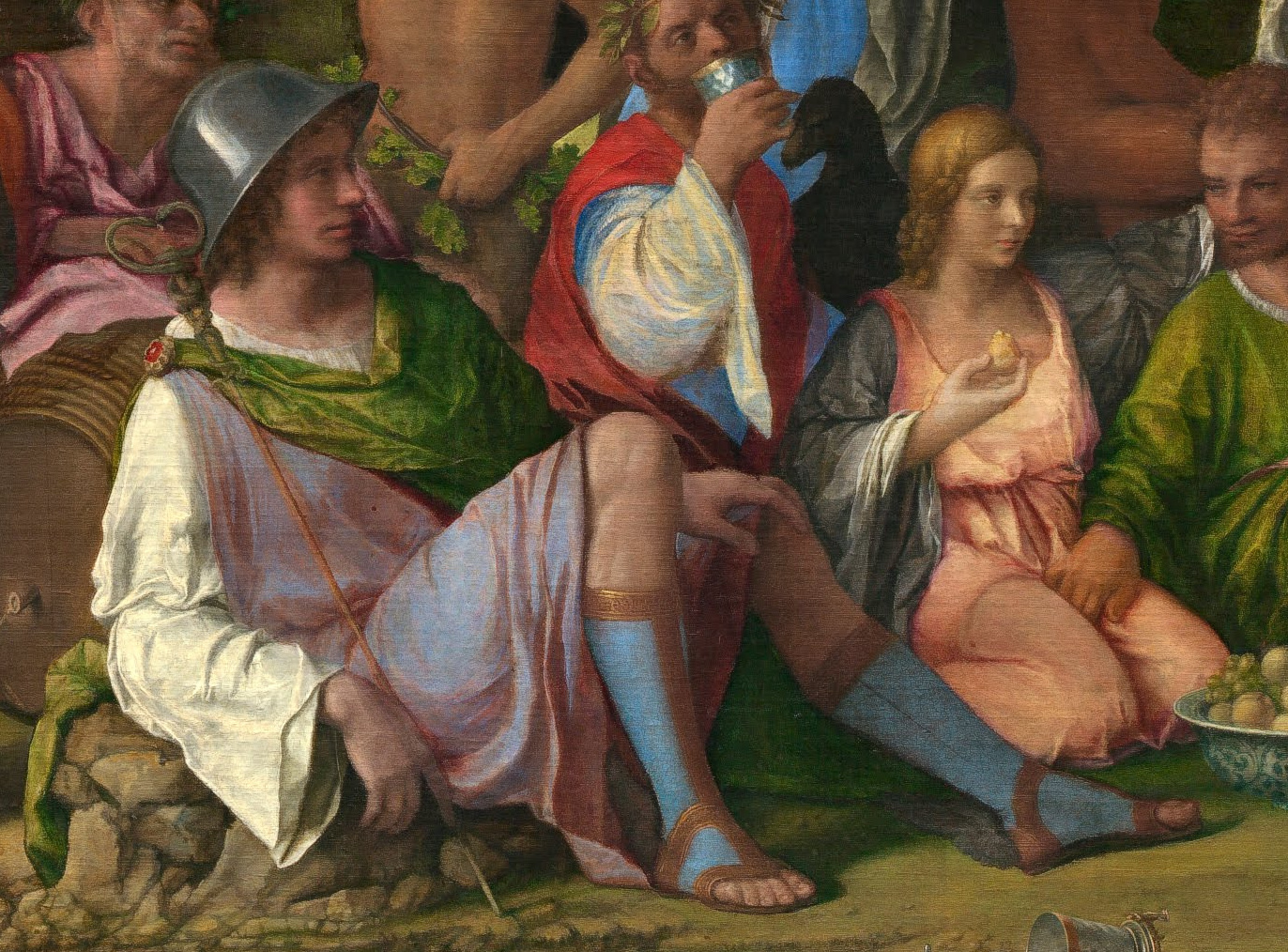
Giovanni Bellini, El festín de los dioses (detalle), 1514, óleo sobre lienzo, 170 × 188, Washington, Galería Nacional de Arte.

Otros modelos para el cuadro fueron la Venus de Urbino y el desnudo en primer plano de La bacanal de los andrios del propio Tiziano, la Venus dormida de Giorgione, la figura de Mercurio en El festín de los dioses de Bellini y obras contemporáneas del mismo tema, como la Dánae de Correggio. 
Aparecerá más tarde el tonalismo de Tiziano, con sus delicados juegos de luces, en el mismo tema tratado por Rembrandt y Van Dyck.
Para la obra, Tiziano dibujó un cartón que utilizó como calco para la figura al menos en seis versiones posteriores,  dado el gran éxito que tuvo el cuadro, considerado eróticamente muy estimulante: la Dánae fue replicada solo con pequeñas variaciones en los detalles, siendo el Cupido sustituido por una sirvienta anciana, ahora con una lluvia, ahora con destellos y relámpagos arrojando monedas, ahora con un perrito, ahora sin él, ahora con sábana, ahora sin ella. De este modo, cada cliente recibió una versión diferente. Después de ésta primera en Roma, hoy en Nápoles, le tocó el turno a la de Felipe II (versión en la colección Wellington y no como se creyó mucho tiempo la conservada en el Prado), luego una versión  que en el siglo XVII perteneció al cardenal Montalto y luego donada al emperador Rodolfo II (hoy en Viena); otra conservada en San Petersburgo, y así sucesivamente.

## Historia

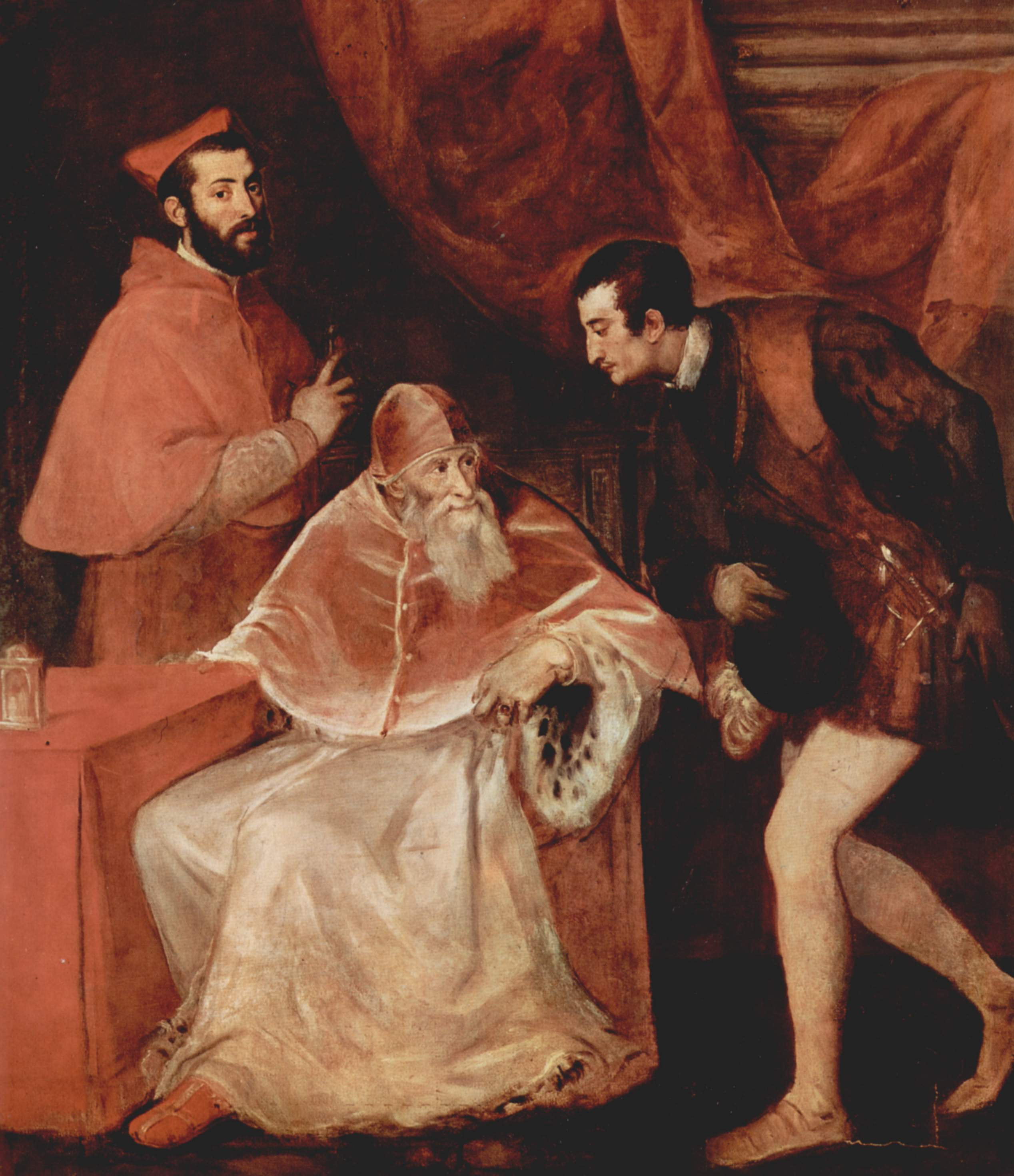
Tiziano, Pablo III con sus "sobrinos", 1546, óleo sobre lienzo, 210 x 176, Nápoles, Museo Nacional de Capodimonte.

La fuerte carga erótica del cuadro llevó a que durante mucho tiempo el encargo se atribuyera a Octavio Farnesio.  Es decir, se consideraba una representación erótica, creada para el placer de un joven príncipe.
Críticos más recientes  favorecen la atribución del encargo a Alejandro Farnesio. El descubrimiento de la correspondencia de 1544 del nuncio papal, monseñor Giovanni della Casa, dirigida al cardenal Farnesio,  parece no dejar lugar a dudas: Tiziano, escribe monseñor Della Casa «...casi ha proporcionado, por encargo de Vuestra Señoría Reverendísima, un desnudo que haría venir al diablo al cardenal San Silvestre..." .  Comparada con este "desnudo", continúa Della Casa, "el que Vuestra Señoría Reverendísima vio en Pésaro, en los aposentos del Señor Duque de Urbino, es una [monja] teatina  junto a ésta".
Della Casa continúa en la carta añadiendo que Alejandro Farnesio había enviado también a Tiziano una miniatura que representaba a la cuñada de la señora Camila para que le pintara un retrato. Pero el pintor tuvo una brillante idea: aplicar la cabeza de la cuñada sobre el cuerpo de la "mujer desnuda". Según monseñor Della Casa, por tanto, la Dánae no sería otra cosa que el retrato desnudo de la amante de Farnesio, una tal Ángela, cuñada de Camila Pisana, famosa cortesana de la época. 
En cualquier caso, la pintura fue ciertamente iniciada por Tiziano en 1544 en Venecia y terminada en Roma en 1545-1546. En Roma  Tiziano se alojó en el palacio Belvedere y le entregaron a Vasari como guía. De hecho, viaja por la ciudad, visita los monumentos, trabaja en el estudio que le ha sido asignado. Aquí llega un día Miguel Ángel y ve «en un cuadro que había pintado entonces, una mujer desnuda representada como una Dánae, que tenía a Júpiter transformado en lluvia de oro en su vientre y que, como se hace en presencia, lo alaba enormemente». En privado, sin embargo, expresó serias reservas, según informó Vasari: «Buonarrotti lo elogió mucho, diciendo que le gustaban mucho su color y sus modales, pero que era una lástima que en Venecia la gente no aprendiera a dibujar bien desde el principio y que esos pintores no tenían la mejor manera de estudiar". Sobre todo, Miguel Ángel nota algunas imperfecciones en la pierna, seguro de que si Tiziano hubiera «dibujado mucho y estudiado cosas seleccionadas, antiguas o modernas», habría sabido «ayudar a las cosas representadas del natural, dándoles esa gracia y perfección que El arte da fuera del orden de la naturaleza, que ordinariamente hace algunas partes que no son bellas". Se entiende cuál era la relación entre ambos artistas de la época y por qué Tiziano quería con insistencia  tomar tantos motivos de Miguel Ángel. 
El cuadro fue trasladado posteriormente a Parma, al Palazzo della Pilotta, donde figura en los inventarios. Como toda la colección Farnesio, fue heredada por Carlos III de España y transportada a Capodimonte. Durante la revolución de 1799 fue trasladado a Palermo junto con la Magdalena penitente, Pablo III con sus "sobrinos" y Pablo III con la cabeza descubierta.  Al regresar a Nápoles con la restauración, se conservó en el "Gabinete de las cosas obscenas". 
Robado por los nazis durante la Segunda Guerra Mundial, fue encontrado en una mina de Salzburgo y devuelto a Nápoles tras el fin del conflicto en 1947.

## Otras versiones posteriores del artista

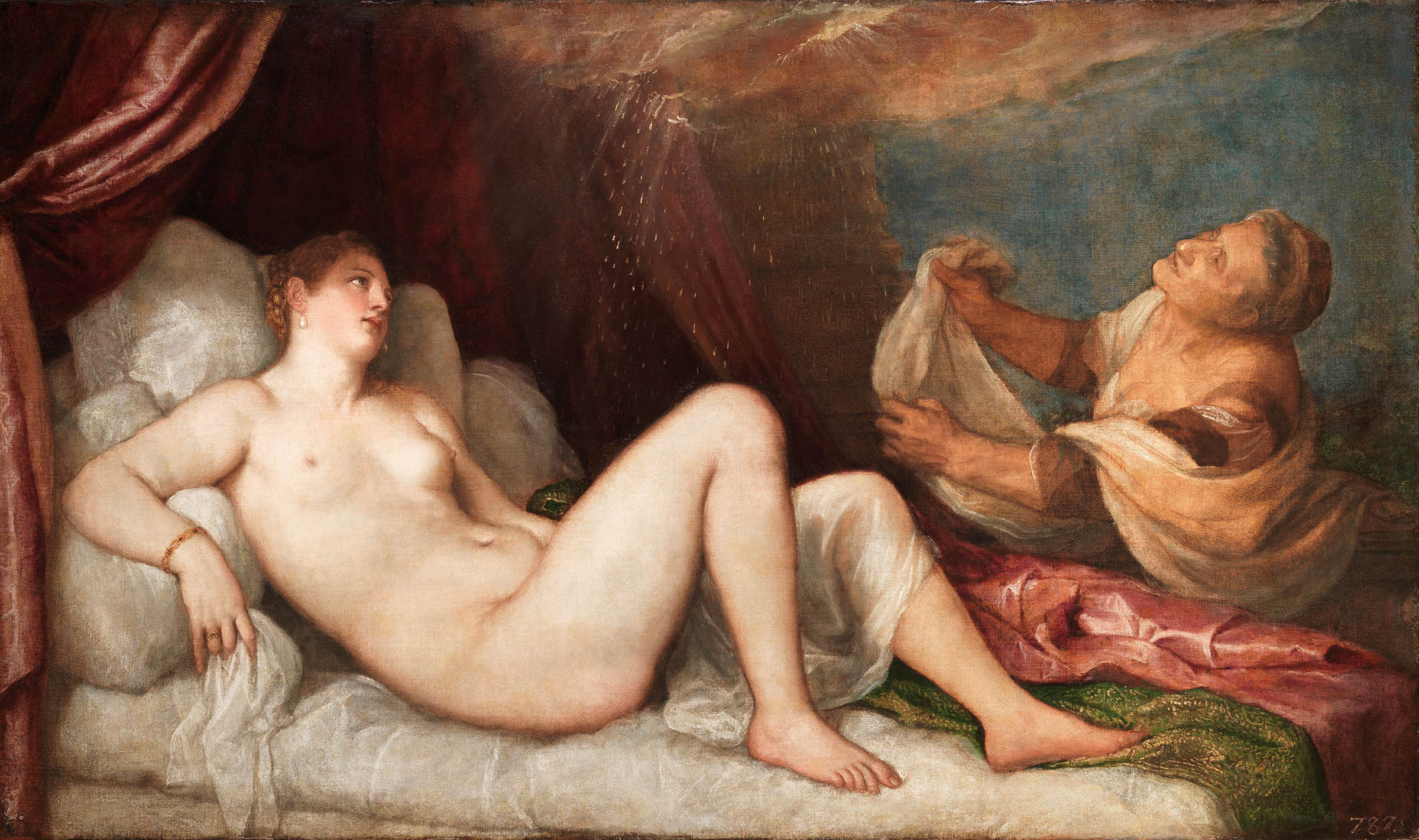
Tiziano, Dánae (1553), colección Wellington, Apsley House.
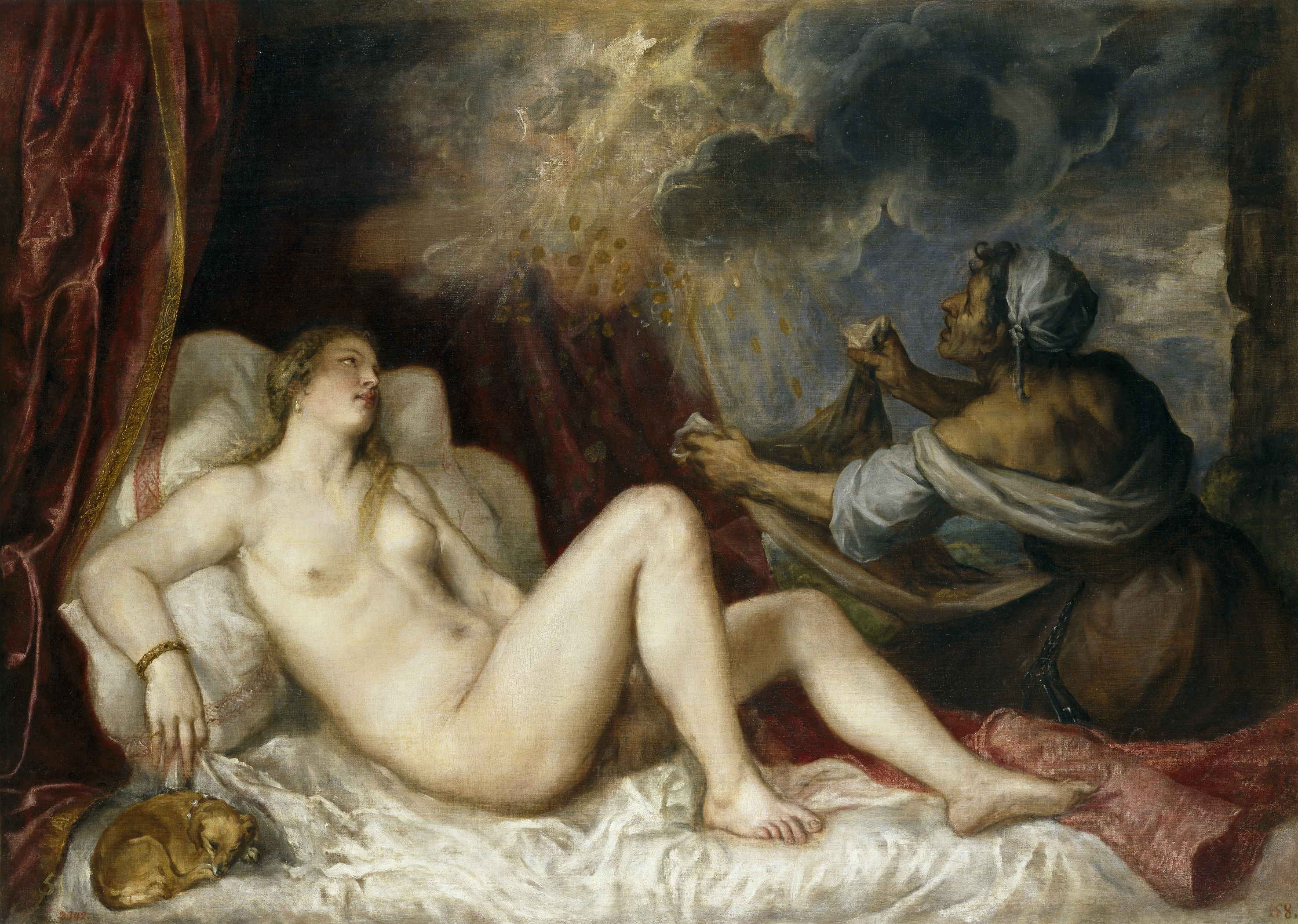
Tiziano, Dánae (1553), Madrid, Museo del Prado.
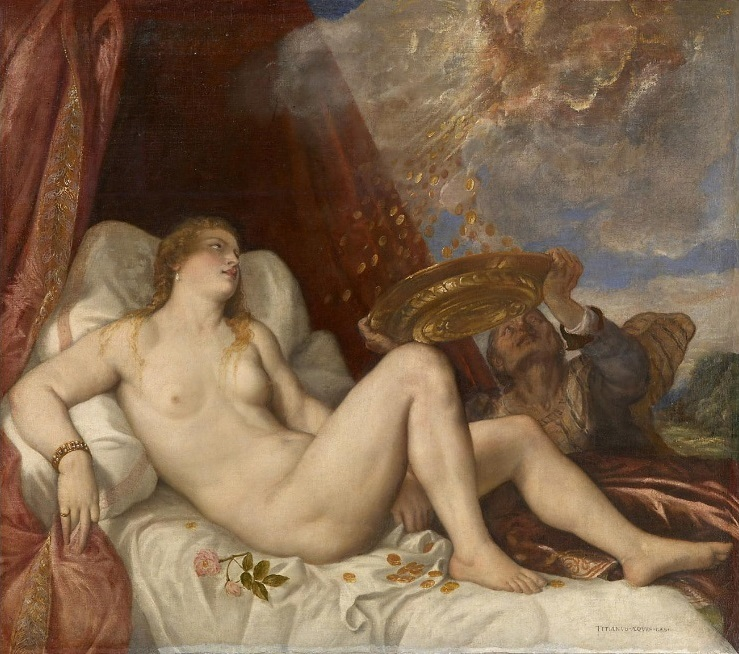
Tiziano, Dánae (aprox. 1554), la única firmada, abajo a la derecha, Viena, Museo de Historia del Arte.
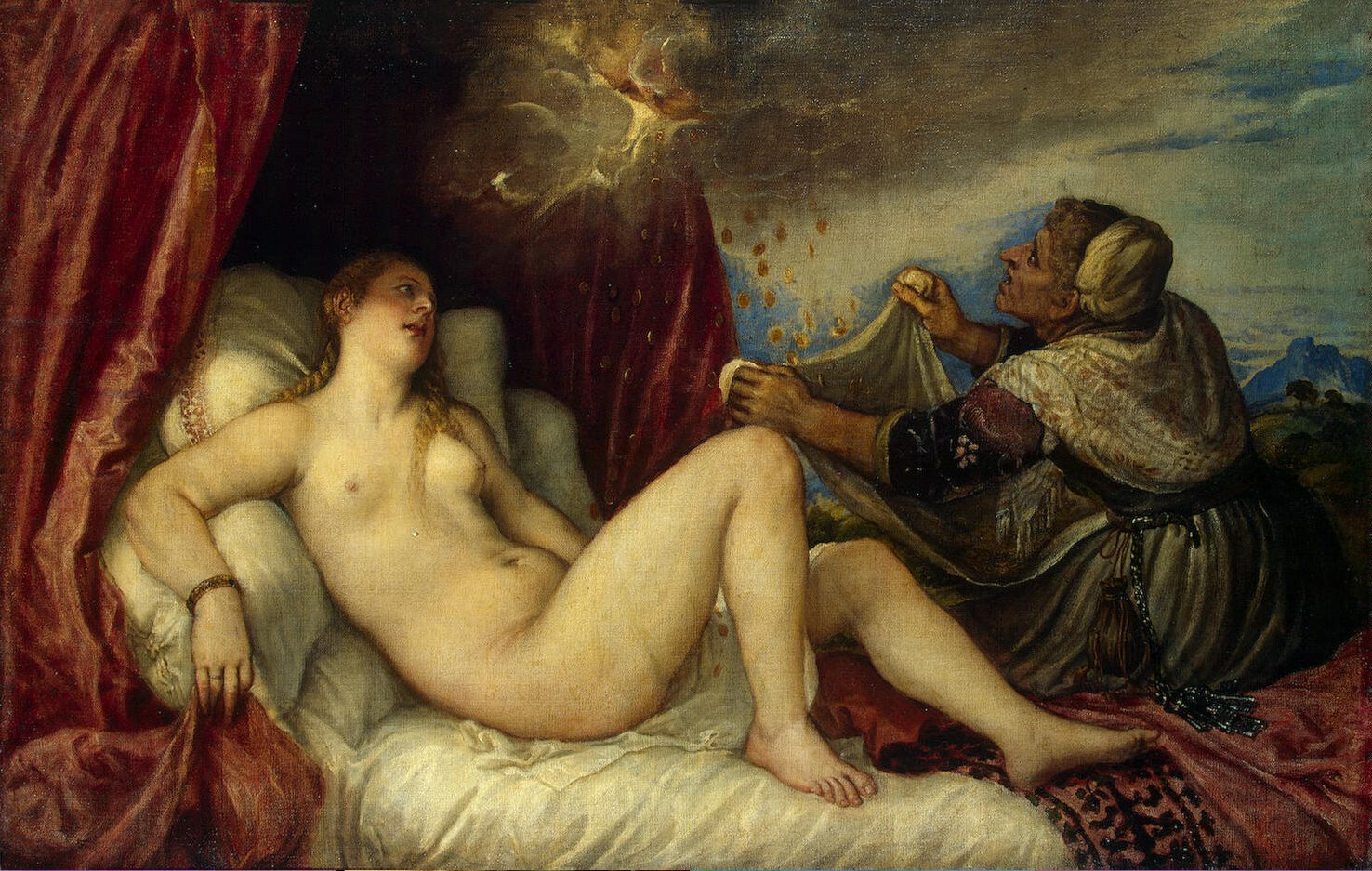
Tiziano y su taller, Dánae (c. 1554), San Petersburgo, Museo del Hermitage.

## Descripción
La singular fecundación de Dánae, hija de Acrisio, rey de Argos, por Júpiter transformado en lluvia dorada, fue representada por varios artistas renacentistas. El propio Tiziano ejecutó múltiples versiones de este mismo tema a lo largo de los años. En el ejemplar napolitano, el primero en orden cronológico, pinta a una Dánae en completo abandono y satisfacción.
El examen con rayos X de la pintura reveló dos elementos aleccionadores: el primero es la falta de dibujo debajo de la pintura.  Miguel Ángel ya había notado, como se ha visto antes, la ausencia de dibujo y de claroscuros y la magnificencia del color. La exclusión de dibujo preparatorio confiere al cuadro una connotación colorista muy particular, casi impresionista.
El segundo elemento revelado fue que el pintor modificó el ambiente porque evidentemente era demasiado doméstico para la representación de un mito altamente erótico y sensual como el de Dánae.
La mirada de la joven se dirige hacia arriba, envuelta en una sombra dócil; el cuerpo está lánguido, relajado, las piernas, aunque una cubierta por una sábana, están abiertas para recibir la lluvia fertilizante; La emoción de Dánae es delatada por los pliegues de la ropa de cama, que estruja con su mano derecha: en esta versión la princesa de Argos se entrega a Júpiter por amor, como lo demuestra también la presencia de Cupido, de clara derivación clásica. Por tanto, no es el oro lo que seduce a Dánae, sino un verdadero sentimiento erótico. 
Las pinceladas son suaves y borrosas, como suele ocurrir en Tiziano; Con esta obra, el pintor supera el excesivo énfasis en la plasticidad de los cuerpos, como en obras anteriores, para llegar a un estilo libre y coloridamente puro, que quiso demostrar precisamente en la Roma de Miguel Ángel.  De hecho «... si Tiziano y Miguel Ángel fueran un solo cuerpo, o si el color de Tiziano se añadiera al dibujo de Miguel Ángel, se le podría llamar el dios de la pintura, así como él también da sus propios dioses...". 

## enlaces externos
- «La Danae al Museo di Capodimonte». Archivado desde el original el 13 de abril de 2013.
- «La Danae di Napoli su The Web Gallery of Art».

- Datos: Q14425558
- Multimedia: Danae by Titian (Naples) / Q14425558